# Satélite Sucre (VRSS-2)
El Satélite Sucre (VRSS-2) es el tercer satélite artificial de Venezuela, después del Satélite Simón Bolívar y el Satélite Miranda. Fue lanzado desde el Centro de Lanzamiento de Jiuquan, provincia de Gansu, China, el 9 de octubre de 2017 a las 04:13 GMT.

## Especificaciones
Según la Agencia Bolivariana para Actividades Espaciales (ABAE), al igual que el satélite Miranda realizará labores de levantamiento cartográfico e incluye una nueva cámara de alta definición y una cámara infrarroja para diagnóstico de suelos, recursos hídricos y datos de prevención sismológica. El satélite Sucre tendrá una órbita heliosincrónica, dirigida por la hora solar local y estará a una altura de 646 km de la tierra. La cámara de alta definición podrá tomar imágenes a un metro de diferencia de la superficie, capacidad que se complementa con un barrido amplio de 30km de superficie, disminuyendo los tiempos de captura de imágenes. El vicepresidente Tareck El Aissami recalcó que este satélite servirá como una herramienta para la planificación de proyectos en áreas como agricultura, salud, energía, seguridad alimentaria, gestión de riesgos socio-naturales y seguridad ciudadana.